# چرچیل داونز اینکورپوریتد
چرچیل داونز اینکورپوریتد (انگلیسی: Churchill Downs Incorporated) شرکت سرگرمی آمریکایی است، که در سال ۱۸۷۵ تأسیس شد.
چرچیل داونز اینکورپوریتد شرکت مادر چرچیل داونز است. این شرکت از یک مجموعهٔ اسب‌دوانی در لوئیزویل، کنتاکی، به یک شرکت سهامی عام در سراسر ایالات متحده تبدیل شده‌است که پیست‌های مسابقه، کازینو و یک شرکت شرط‌بندی آنلاین در میان سبد کسب و کار خود دارد.

## تاریخچه
چرچیل داونز اینکورپوریتد با افتتاح یک پیست مسابقه ای در لوئیزویل، کنتاکی، در سال ۱۸۷۵ تأسیس شد. مریوتر لوئیس کلارک ۲۶ ساله هنگام سفر به انگلستان و فرانسه در سالهای ۱۸۷۲–۱۸۷۳، ایده یک باشگاه جوکی لوئیزویل را برای برگزاری جلسات مسابقه طراحی کرد.
در سال ۱۹۱۹، سندیکایی از پرورش دهندگان اسب، باشگاه جوکی کنتاکی را برای تحکیم صنعت مسابقه ای اصیل تأسیس کرد. باشگاه جوکی کنتاکی چهار پیست اصلی را به دست آورد: چرچیل داونز، پیست مسابقه لاتونیا، پیست انجمن کنتاکی در لکسینگتون و داگلاس پارک در لوئیزویل. داگلاس پارک بسته شد و در نهایت به لژیون آمریکایی اهدا شد، و پیست لکسینگتون در سال ۱۹۲۳ به گروهی از تجار محلی فروخته شد.
باشگاه جوکی تصمیم به انحلال در دسامبر ۱۹۲۷ با هدف سازماندهی مجدد گرفت. در ژانویه ۱۹۲۸، انجمن چمن آمریکا به عنوان هلدینگ جدید برای لینکلن فیلدز و چرچیل داونز تشکیل شد. نهادی که امروزه چرچیل داونز ثبت شده‌است در آن زمان به عنوان شرکت عامل چرچیل داونز ایجاد شد. در ژانویه ۱۹۳۷، شرکت‌های عامل چرچیل داونز و پیست مسابقه لاتونیا ادغام شدند تا چرچیل داونز–لاتونیا اینکورپوریتد ایجاد شود. تجارت در لاتونیا کاهش یافت و آخرین مسابقات خود را در سال ۱۹۳۹ برگزار کرد در سال ۱۹۴۲، ملک لاتونیا به استاندارد اویل اوهایو فروخته شد و نام شرکت عامل به چرچیل داونز، اینکورپوریتد تغییر یافت.
انجمن چمن آمریکا فیلدز لینکلن را در سال ۱۹۴۷ فروخت و چرچیل داون را به عنوان تنها فعالیت خود باقی گذاشت. در آوریل ۱۹۵۰، چرچیل داونز به یک شرکت مستقل تبدیل شد، زیرا سهام آن بین سهامداران انجمن چمن آمریکا توزیع شد، و انجمن چمن آمریکا منحل شد.
در سال ۱۹۹۴، چرچیل داونز شروع به گسترش دارایی‌های خود کرد و قصد داشت با یک پیست مسابقه جدید در ایندیانا شریک شود. این طرح منجر به خرید هوزیر پارک شد. در جولای ۲۰۱۳، چرچیل داونز کازینو آکسفورد در شهرستان آکسفورد، مین را به قیمت ۱۶۰ میلیون دلار خرید.
در نوامبر ۲۰۲۲، چرچیل داونز بخش عمده ای از دارایی‌های شرکت سرگرمی شبه جزیره اقیانوس آرام را به مبلغ ۲٫۸ میلیارد دلار خریداری کرد.

## هلدینگ‌ها
چرچیل داونز اینکورپوریتد مالک پیست مسابقه و کازینو املاک زیر است:
- کازینو کالدر - باغ میامی، فلوریدا
- استعمار داونز - شهرستان نیو کنت، ویرجینیا
- چرچیل داونز - لوئیزویل، کنتاکی
- استراحتگاه و کازینو دل لاگو - تایر، نیویورک
- بازی دربی سیتی - لوئیزویل، کنتاکی
- زمین مسابقه و اسلات‌های عادلانه - نیواورلئان، لوئیزیانا
- هتل هارد راک و کازینو سیوکس سیتی - سیوکس سیتی، آیووا
- استراحتگاه کازینوی هارلو - پناهگاه، می‌سی‌سی‌پی
- کازینو لیدی لاک نماکولین - فارمینگتون، پنسیلوانیا
- بازی دره میامی - ناحیه تورتلکریک، شهرستان وارن، اوهایو (۵۰٪ سهام)
- مسابقه و بازی نیوپورت - نیوپورت، کنتاکی
- مسابقه، بازی و هتل اوک گروو - اوک گروو، کنتاکی
- اوشن داونز - برلین، مریلند
- کازینو آکسفورد - آکسفورد، مین
- Presque Isle Downs - شهر سامیت، پنسیلوانیا
- کازینو ریورز - دپلینز، ایلینوی (۶۲٪ سهام)
- هتل کازینو ریور واک - ویکسبورگ، می‌سی‌سی‌پی
- پارک تورفوی - فلورانس، کنتاکی